# 神波多一花
神波多一花（日语：神波多一花，1987年12月26日—），日本前AV女優。

## 個人簡歷
2012年10月以PRESTIGE的專屬女優身分在AV界出道。所屬事務所是サンプロ（現為GLANZPRO）。
2018年6月2日於官方Twitter上宣布引退。
引退後，現為六本木『レッドドラゴン』的坐檯小姐。

## 外部連結
- 神波多一花の❀一花咲かせたい♪ （页面存档备份，存于） - 官方部落格（2012年10月16日 - 2017年7月3日）
- 神波多一花的X（前Twitter）